# Hardingsen
Hardingsen  ist eine wüst gefallene Siedlung nahe Wülfingen in Niedersachsen.

## Ortsname
Überlieferte Namensschreibungen Hardingsens sind Herdigessen (1264), Herdingessen (1264+1345), Hardingessen (1384+1727), Herdingsen (1462), Herdinghessen (vor 1480), Hardegsen (1546), Hardingsen (1650), Hargingsen (1650) und Hardingessen (1727).

## Lage
Hardingsen lag in einer Größe von etwa 3 ha nordwestlich von Wülfingen und südlich von der Haller im Südosten des Flurstücks Hoeben, am Westrand des Flurstücks Rothenbleek und am Nordostrand des Flurstücks Strengenfeld in der Nähe der Alten Heerstraße von Hannover nach Kassel. Die Ortswüstung wird heute durch die B3 und den Feldweg Hardingser Weg durchschnitten. Die Lage der Ortswüstung kann durch die Flurnamen Hoeben, In den Höfen, Hardingser Anger und Hardingser Kirchhof eingegrenzt werden. Südlich der Rosenmühle liegen die Flurteile Hardingser Bruch und Bei der Hardingser Straße.

## Archäologische Untersuchungen
Der Archäologe Tobias Gärtner vom Seminar für Ur- und Frühgeschichte der Georg-August-Universität Göttingen nahm im Winterhalbjahr 2006/2007 im Rahmen von Untersuchungen zur frühgeschichtlichen und mittelalterlichen Besiedlungsgeschichte des Calenberger Landes archäologische Voruntersuchungen im nordöstlichen Bereich der Wüstung Hardingsen vor und wertete anschließend 4840 gefundene Fragmente mittelalterlicher Keramik aus. Sobald die Finanzierung sichergestellt werden kann, ist eine Ausgrabung im Bereich der Wüstung Hardingsen vorgesehen. Nach den bisherigen Forschungsergebnissen wurde Hardingsen im späten 8. Jahrhundert oder in der ersten Hälfte des 9. Jahrhunderts gegründet. Wenige prähistorische Keramikfunde im nördlichen Randbereich der Siedlungsfläche lassen die noch nicht gesicherte Annahme zu, dass hier bereits in der Spätlatènezeit oder der römischen Kaiserzeit eine Siedlung bestanden hat.

## Geschichte
Funde mittelalterlicher Keramik zeigen, dass Hardingsen danach kontinuierlich bis in das 15. Jahrhundert hinein bewohnt und frühestens um die Mitte des 15. Jahrhunderts verlassen wurde. Nach mittelalterliche Urkunden sind bereits 1460 in Hardingsen gelegene Höfe von Wülfingen aus bewirtschaftet worden. Da aber auch Scherben einer besonderen Keramik in Hardingsen gefunden wurden, die zwischen 1450 und 1530/40 hergestellt und verwendet wurde, könnten auch noch nach dem Jahr 1460 Bauern in Hardingsen auf ihren Höfen gelebt haben.
In der Wüstungsperiode führte um 1500 die Aufgabe der letzten Hofgebäude in Hardingsen zum Untergang des Dorfes. Die ehemaligen Bewohner von Hardingsen siedelten sich in Wülfingen an und erbauten dort fünf Meierhöfe und vier Kötnerstellen. Es waren Meierhöfe von Oppermann, Mohnke-Severin, Rusche, Warnecke und Kötnerstellen von Weber-Kleine, Oehlerking, Brandes und Blume. Der Grund war möglicherweise die Überführung der ursprünglich freien Höfe in Lehnsland und später in grundherrlich abhängiges Meierland.
Westlich der Ortswüstung stellte der Heimatbund Wülfingen im Jahr 2007 einen Gedenkstein mit der Inschrift Hardingsen 1500 wüst geworden auf. Ein Feldweg, der von der B3 dorthin führt, trägt den Namen Hardingser Weg. Die ursprüngliche Hardingser Straße führte von Hardingsen am Flurstück Bei der Hardingser Straße vorbei zur Alten Heerstraße von Hannover nach Kassel.
In Erinnerung an die Landwirte aus Hardingsen, die Hardingsen verließen und nach Wülfingen übersiedelten, feierten die Wülfinger Landwirte in Wülfingen das sogenannte Hardingser Fest, das bis zum Jahre 1846 alljährlich in der Fastnachtszeit begangen wurde. Es wurde am 12. Februar 1941 erstmals wieder gefeiert. Dabei sprach der Bauer Alfred Warnecke über den Sinn des Festes und Geschichtliches über Hardingsen und die Höfe der ehemaligen Hardingser in Wülfingen. Im letzten Viertel des 20. Jahrhunderts feierten die Wülfinger Landwirte als gesellschaftliches Ereignis erneut das Hardingser Fest.